# Dolicholister minutissimus
Dolicholister minutissimus är en skalbaggsart som beskrevs av Thérond 1957. Dolicholister minutissimus ingår i släktet Dolicholister och familjen stumpbaggar. Inga underarter finns listade i Catalogue of Life.